# Francis Lewis Cardozo
Francis Lewis Cardozo (1er février 1836 - 22 juillet 1903) est un ecclésiastique, homme politique et éducateur américain. Lorsqu'il est élu secrétaire d'État en Caroline du Sud en 1868, il est le premier Afro-Américain à occuper un poste à l'échelle de l'État aux États-Unis.
Né libre à l'époque de l'esclavage à Charleston, en Caroline du Sud, d'une mère qui est une femme de couleur libre et d'un père juif séfarade, Francis Cardozo étudie à l'Université de Glasgow puis au séminaire. Il est ministre à New Haven, dans le Connecticut, avant de retourner en Caroline du Sud en 1865 avec l'American Missionary Association pour établir des écoles pour les affranchis après la guerre civile américaine.
Après avoir travaillé en Caroline du Sud pendant la Reconstruction, Cardozo est nommé en 1878 au Département du Trésor américain à Washington, DC. Plus tard, il sert douze ans comme directeur d'un grand lycée public, est un défenseur de l'intégration scolaire et reste dans la capitale nationale pour le reste de sa vie.

## Jeunesse
Francis Cardozo est né libre en 1836 à Charleston, deuxième des trois fils de Lydia Williams Weston une femme libre de couleur, et d'Isaac Nunez Cardozo, un juif séfarade d'origine portugaise qui occupe un poste à la douane américaine dans la ville portuaire. Les enfants sont nés libres parce que leur mère est libre. Ses parents sont mariés en union libre, car la loi de l'État interdit les mariages interraciaux. Francis a deux sœurs, Lydia et Eslander, un frère aîné, Henry Weston Cardozo (en), et un frère cadet, Thomas Cardozo (en). Leur père fait en sorte que les garçons fréquentent une école privée ouverte aux personnes de couleur libres.
Isaac meurt en 1855, perturbant la stabilité et la sécurité économique de la famille.
Francis Cardozo part en Écosse pour poursuivre ses études supérieures. En 1858, il s'inscrit à l'Université de Glasgow. Plus tard, il fréquente des séminaires à Édimbourg et à Londres. Il est ordonné ministre presbytérien.
Après son retour aux États-Unis en 1864, Francis Cardozo devient pasteur de l'église congrégationaliste de Temple Street à New Haven, dans le Connecticut. Le 20 décembre 1864, il épouse Catherine Romena (a.k.a. Minnie) Howell, une belle-fille du révérend Amos Beman (en), célèbre abolitionniste et ancien pasteur de la même église de Temple Street. Francis et Minnie ont sept enfants de leur mariage ; deux sont morts jeunes, laissant derrière eux quatre fils et une fille.

## Retour en Caroline du Sud, 1865
En 1865, Francis Cardozo revient à Charleston en tant qu'agent de l'American Missionary Association (AMA). Il succède à son frère cadet, Thomas Cardozo, comme surintendant d'une école AMA. L'AMA a créé des écoles primaires et des collèges pour les affranchis du Sud dans les années qui suivent la guerre civile.
Cardozo développe cette école sous le nom d'Avery Normal Institute, l'une des premières écoles secondaires gratuites pour les Afro-Américains. Elle est créée pour former des enseignants, car les affranchis recherchent l'éducation de leurs enfants et d'eux-mêmes comme l'une de leurs plus hautes priorités. Au XXIe siècle, l'Institut Avery est intégré au Collège de Charleston.

## Carrière politique
Francis Cardozo milite au sein du Parti républicain en Caroline du Sud et est élu délégué à la convention constitutionnelle de Caroline du Sud de 1868. En tant que président du comité de l’éducation, il préconise la création d’écoles publiques intégrées dans l’État. En 1868, la législature ratifie une nouvelle constitution qui prévoit pour la première fois des écoles publiques dans l'État et soutient leur intégration.
Il est élu secrétaire d'État de Caroline du Sud en 1868 et est le premier Afro-Américain à occuper un poste à l'échelle de l'État aux États-Unis. Cardozo réforme la Commission foncière de Caroline du Sud, qui distribue des quantités limitées de terres aux anciens esclaves. Durant son mandat de secrétaire d'État, il est choisi comme professeur de latin à l'Université Howard de Washington, DC, et informe le gouverneur de son intention de démissionner. Le gouverneur conclut un accord par lequel Cardozo peut conserver son poste d'État et également enseigner à Howard. Un adjoint est nommé durant cette période. Il enseigne à Howard jusqu'en mars 1872.
Francis Cardozo est élu trésorier de l'État en 1872. Après qu'il n'ait pas coopéré avec la corruption, certains législateurs démocrates tentent en vain de destituer Cardozo en 1874. Il est réélu en 1874 et 1876, bien que cette dernière élection ait été celle au cours de laquelle les démocrates remportent la plupart des postes et prennent le contrôle de la législature de l'État et du poste de gouverneur.
Les élections en Caroline du Sud, comme dans d’autres États du Sud, sont de plus en plus marquées par la violence, les démocrates cherchant à réprimer le vote républicain noir. La campagne des élections au poste de gouverneur de 1876 est également violente et caractérisée par une fraude généralisée dans les bureaux de vote et des conflits sur les décomptes. Finalement, les démocrates blancs reprennent le contrôle du gouvernement de l'État après qu'un compromis au niveau national en 1877 ait conduit le gouvernement fédéral à abandonner la Reconstruction. Cela comprend le retrait des troupes fédérales restantes du Sud cette année-là et d'autres mesures, notamment le soutien à la revendication du démocrate Wade Hampton III pour le poste de gouverneur lors d'une élection contestée. Comme il est d'usage lors d'un changement d'administration, Hampton exige la démission de Cardozo et d'autres membres du gouvernement précédent ; Francis quitte ses fonctions le 1er mai 1877.
L'administration Hampton et les démocrates poursuivent Cardozo pour « complot visant à frauder l'État » en novembre 1877. De nombreux anciens fonctionnaires du gouvernement sont inculpés de corruption et fuient l'État. Cardozo est l'un des trois qui restent et est rapidement arrêté et condamné pour « un certificat de paie » d'une valeur de 4 000 $, établi à l'ordre de C.L. Frankfort et payé par Cardozo ». L'appel de Cardozo devant la Cour suprême de Caroline du Sud est rejeté. Malgré des preuves douteuses, il est reconnu coupable et passe plus de six mois en prison. Après que le gouvernement fédéral ait abandonné les accusations de fraude électorale contre certains démocrates, Cardozo est gracié en 1879 par le gouverneur démocrate William Dunlap Simpson (en).
En 1878, Cardozo est nommé à un poste à Washington, DC, au sein du département du Trésor sous la direction du secrétaire John Sherman. Il occupe ce poste pendant six ans, période durant laquelle il travaille sur la politique éducative de la ville de Washington pour le gouvernement fédéral .

## Éducateur
En 1884, Francis Cardozo retourne à l'éducation en tant que directeur du Colored Preparatory High School à Washington, DC. Il est présenté dans une chronique du numéro du 10 juillet 1886 de la Cleveland Gazette, plaidant en faveur des écoles intégrées dans une discussion sur la « question des écoles mixtes ». Il introduit un programme d'études commerciales et en fait une école de premier plan pour les Afro-Américains. Il en est le directeur jusqu'en 1896.
Cardozo est un parent éloigné du futur juge de la Cour suprême des États-Unis Benjamin Cardozo, né à New York d'une autre branche de la famille. La petite-fille de Francis, Eslanda Cardozo Goode, étudie la chimie à l'université et est anthropologue, auteure, actrice et militante des droits civiques. Elle épouse le célèbre chanteur et militant politique Paul Robeson.